# Антоніна Лідтке
Антоніна Лідтке (пол. Antonina Liedtke) — польська письменниця-фантастка, технічна редакторка видавництва «Runa». Авторка оповідання «CyberJoly Drim», за яке протягом року отримала три польських фантастичних премії та значну критику від польських редакторсько-літературних кіл.

## Біографія
Антоніна Лідтке закінчила Варшавський університет за спеціальністю «Бібліотекознавство і наукова інформація». Пізніше закінчила курси технічної редактури при Польському товаристві книговидавців. Спочатку працювала у бібліотеці та видавництві Варшавської політехніки, пізніше у видавництві Варшавської школи економіки. Після цього тривалий час працює секретаркою редакції видавництва «Runa», надалі директоркою із нових медіатехнологій.
Як письменниця Антоніна Лідтке дебютувала в 1999 році оповіданням «КіберДжолі Дрім», опублікованим як у друкованих ЗМІ, так і в Інтернеті. За це оповідання письменниця отримала в 1999 році відразу три премії — «Срібний глобус», премію імені Януша Зайделя за найкраще оповідання та премію Електрибалта. Проте твір викликав і значну порцію критики. Зокрема, його відхилив для друку тодішній головний редактор журналу «Nowa Fantastyka», фантаст і літкритик Мацей Паровський, висловившись, що отримання премії Зайделя за таке оповідання є наслідком рекламування та просування цього твору групою молодих авторів та інтернет-персон, а саму процедуру голосування за нагороду та підрахунок її результатів назвав закритими для суспільства.